# ジッテンゼン
ジッテンゼン (ドイツ語: Sittensen) は、ドイツ連邦共和国ニーダーザクセン州のローテンブルク（ヴュンメ）郡に属す町村（以下、本項では便宜上「町」と記述する）で、ザムトゲマインデ・ジッテンゼンの本部所在地である。

## 地理
ジッテンゼンはザムトゲマインデ・ジッテンゼンの南部、クライン・メッケルゼン、グロース・メッケルゼン、レンゲンボステル、ティステ、フィーアデンに囲まれている。町の南はハマーゼンおよびザムトゲマインデ・フィンテルに属すヘルフェジークやシュテンメンと境を接する。町内をオステ川が流れており、かつての町の中心部にあった水車を廻していた。その場所は、川がせき止められて「ミューレンタイヒ」（水車池）が造られており、その周りは小さな公園となっている。

### 近隣都市
| ブレーマーフェルデ (40km)        | シュターデ (40km) | ブクステフーデ (28km)         |
| ツェーフェン (17km)              |                   | トーシュテット (16km)         |
| ローテンブルク (ヴュンメ) (23km) | シェーセル (13km) | シュネファーディンゲン (32km) |

## 歴史
ジッテンゼンに関する最初の記録は1020年になされている。それはフェルデン司教の文書で、「Chessinhusen」という名前で記述されている。しかし、この土地にはそれよりずっと以前から定住者があった。これまでに発見されている最初の定住地は、ジッテンゼンとクライン・メッケルゼンとの間にあった中世初期のものであったが、その精確な時期については分かっていない。
ジッテンゼンの歴史的な中心地は、現在の集落から南よりの場所で、そこにはマルクト広場、聖ディオニシウス教会や16世紀に建造された古い水車がある。旧中心部はその歴史的景観を留めている。
自治体としてのジッテンゼンは、1960年にグロース・ジッテンゼンとクライン・ジッテンゼンとが合併して成立した。
現代史では、ジッテンゼンはむしろネガティヴな報道で知られるようになった。1990年代にジッテンゼンの小児の白血病罹患率が高いという見出しが掲げられた。ハールブルク郡テスペでの同様の事例はクリュンメル原子力発電所やゲーストハヒトGKSS研究センター（原子力船の研究センター）による放射能汚染が原因であったが、ジッテンゼンにはあてはまらなかった。ブレーメン大学の専門家はX線検査機の故障に原因があると結論づけたが、十分な説得力を持つものではない。
さらに2007年2月5日に中華レストラン「Lin Yue」で7人が射殺されているのが発見されるというセンセーショナルな事件が起こった。

## 宗教

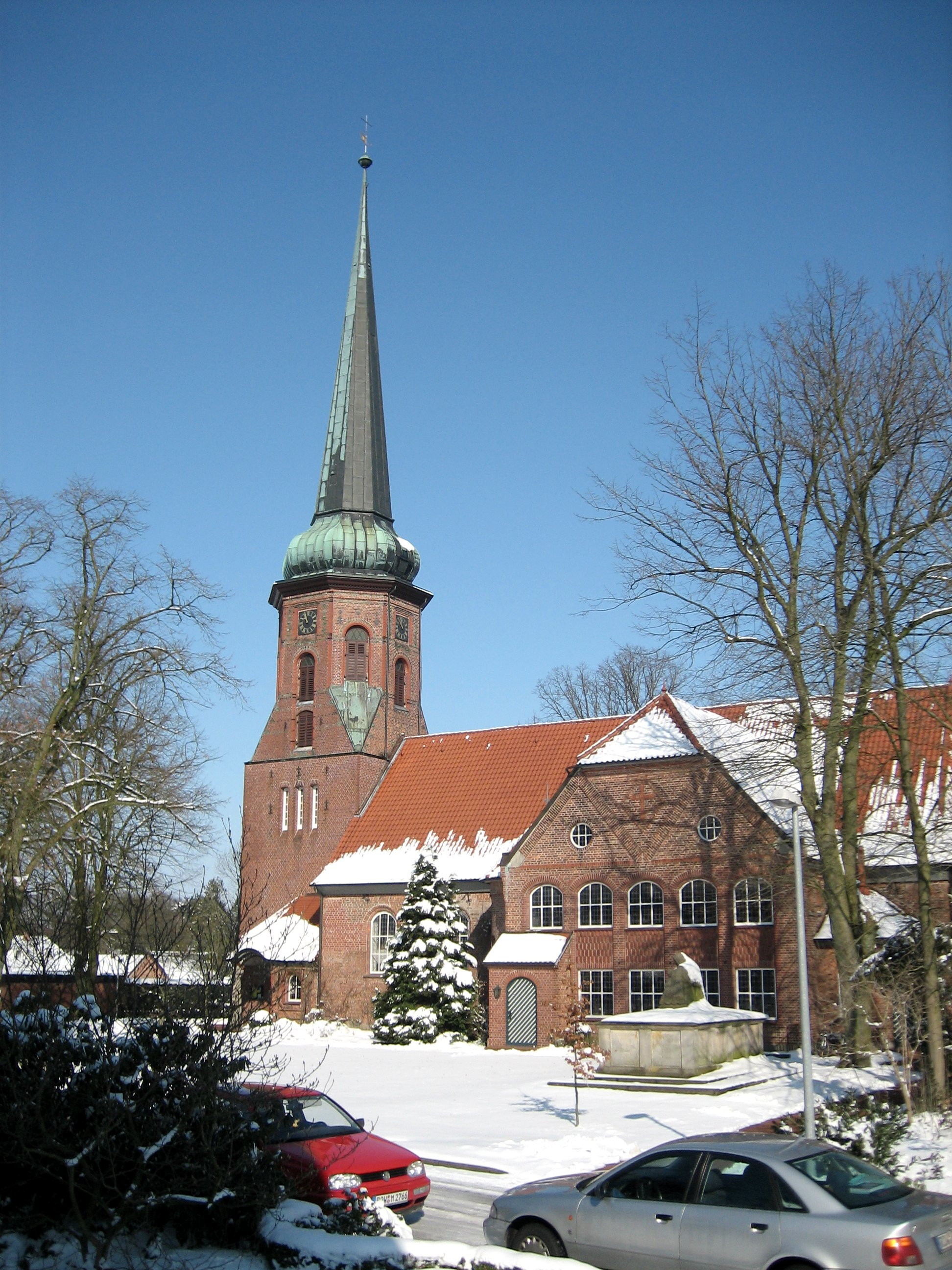
聖ディオニシウス教会

ジッテンゼンには、ほとんどの住民がその信者であるプロテスタント・ルター派の教会組織の他、独立のルター派教会、自由福音派教会がある。また、この町には少数のイスラム教徒も住んでいる。この町のカトリック信者はトーシュテットのヘルツ・イェズ教会に属す。

## 行政

### 議会
この町の町議会は、町長の他17議席からなる。

### 首長
この町の町長はディートリヒ・ホインス（SPD）である。

### 紋章
この町の紋章は、左右二分割。向かって左は赤地に聖人像（聖ディオニシウス）。向かって右は緑地に、町の聖ディオニシウス教会と銀の流れ（オステ川）が描かれている。

## 文化と見所
- ジッテンゼン郷土館

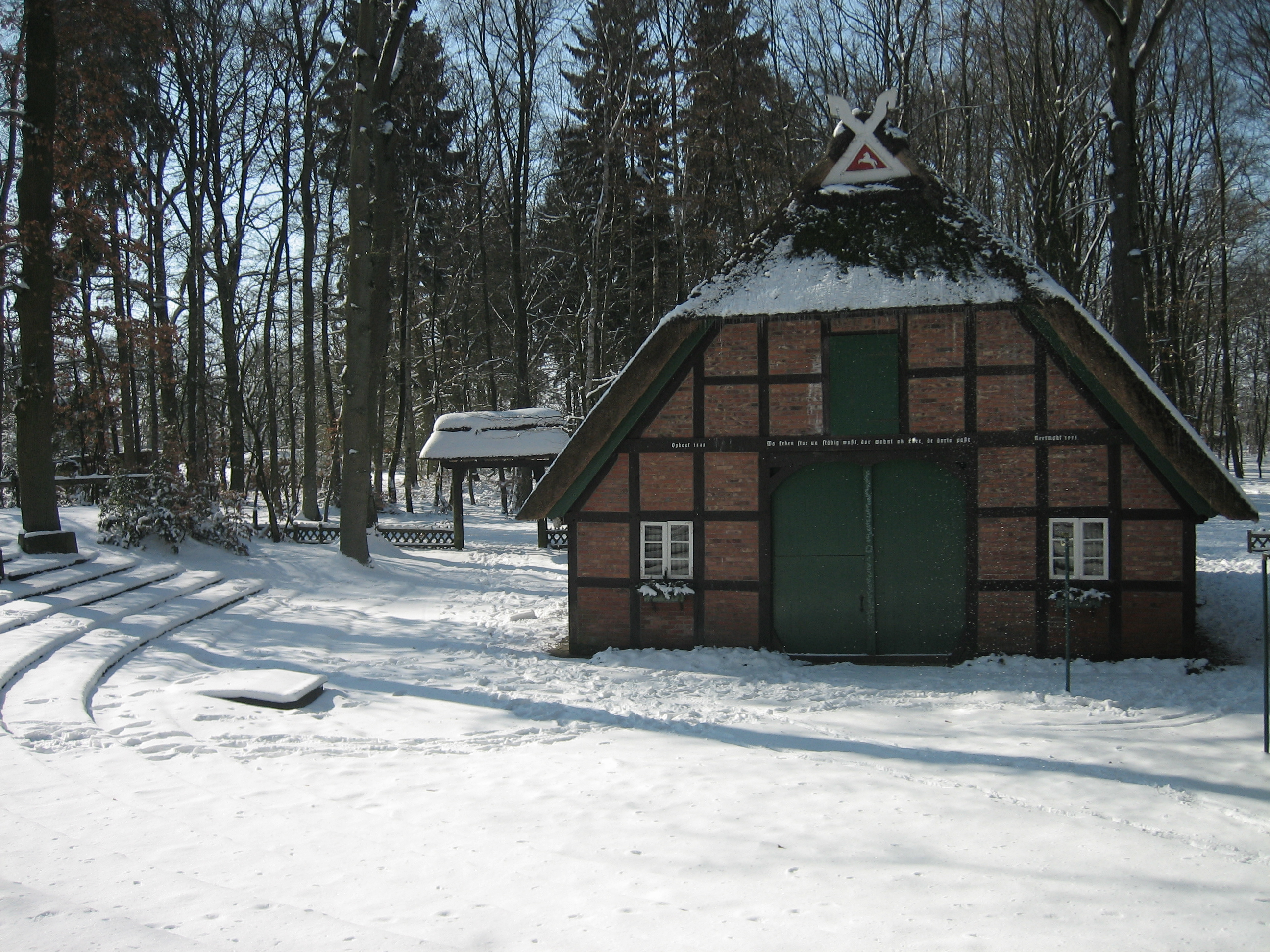
野外劇場「ケーニヒスホーフ」

- モーアバーン・ブルクジッテンゼン（旧軽便鉄道トルフバーン）

### 博物館
- パン焼き小屋、納屋、羊小屋を有する郷土館
- 手工業博物館となっている水車（鍛冶屋、車輪屋に関する展示）
- Alga社の作業車両博物館 mobile

### 自然文化
- 高層湿原の自然保護地域エーケルモーア、ティスター・バウエルンモーア。展望塔がある。

### スポーツ
- 乗馬クラブ　ケーニヒスホーファー・ハイデ・ジッテンゼン
- ゴルフクラブ　ケーニヒスホーフ・ジッテンゼン e.V.
- VfL ジッテンゼン
- JSG ベルデ・ジッテンゼン
- 乗馬サークル・ジッテンゼン

## 引用
1. ↑  Landesamt für Statistik Niedersachsen, LSN-Online Regionaldatenbank, Tabelle A100001G: Fortschreibung des Bevölkerungsstandes, Stand 31. Dezember 2023
2. ↑  Gemeinde Wohnste (Hrsg.): Wohnste Kreis Rotenburg (Wümme) ISBN 3-922913-08-3
3. ↑  シュターデ景観連盟のウェブサイト
4. ↑  ウード・ロイシュナーのウェブサイト: エネルギー年代録